# Stična
Stična (în germană Sittich) este o localitate din comuna Ivančna Gorica, Slovenia, cu o populație de 712 locuitori.

## Istoric
Mănăstirea cisterciană din localitate a fost înființată în anul 1136 și este cel mai vechi așezământ monahal din Slovienia. Obiectivul este înscris pe lista UNESCO a patrimoniului mondial (Stična Abbey).